# Babbar Khalsa
Babbar Khalsa ist der Name einer der zahlreichen militanten Sikh-Organisationen, die während der 1970er und 1980er Jahre aktiv waren. Sie wurde vor allem durch exilierte sowie indische Sikh-Gruppen unterstützt, die nach einem unabhängigen Sikh-Staat namens Khalistan (Land der Reinen) im indischen und pakistanischen Punjab streben.
Babbar Khalsa wurde 1978 in Indien durch einen ehemaligen Nachfolger Jarnail Singh Bhindranwales namens Sukhdev Singh Dasuwal gegründet. Die Babbar Khalsa gründeten in zahlreichen Ländern Niederlassungen, vor allem in Kanada und Großbritannien. Bei Aktionen außerhalb Indiens treten sie als Babbar Khalsa International (BKI) in Erscheinung. Babbar Khalsa in Kanada wurde im Jahr 1981 durch Talwinder Singh Parmar gegründet. Mitglieder der Khalsa beteiligten sich an der gewaltsamen Erstürmung des Goldenen Tempels von Amritsar.
1991 spaltete sich die in Kanada unter Talwinder Singh Parmar wirkende Babbar Khalsa vom BKI ab und bildete die Azad Babbar Khalsa (unabhängige Babbar Khalsa). Parmar wurde später während eines Feuergefechtes mit der indischen Polizei am 27. Oktober 2000 getötet.

## Terrorismus
Babbar Khalsa wird in Indien, der EU, Kanada und USA mit anderen militanten Sikh-Gruppen wie der Internationale Sikh Youth Federation, Dal Khalsa und der Bhinderanwala Tiger Force als Terrororganisation geführt.
Babbar Khalsa wurde des 1985 Bombenattentats auf Air-India-Flug 182 beschuldigt. Zwei mutmaßliche Mitglieder, Ripudaman Singh Malik und Ajaib Singh Bagri, wurden am 27. Oktober 2000 von der kanadischen Polizei verhaftet. Am 10. Februar 2003 wurde das mutmaßliche Babbar-Khalsa-Mitglied Inderjit Singh Reyat des mehrfachen Totschlags und der Beihilfe zum Bombenbau schuldig gesprochen und zu fünf Jahren Gefängnis verurteilt.
Am 31. August 1995 tötete das mutmaßliche Mitglied Dilawar Singh den Chief Minister von Punjab Beant Singh in Chandigarh bei einem Selbstmordattentat, weil dieser etliche Sikhs folterte und tötete.
Während der letzten 20 Jahre wurden militante Sikhs von einflussreichen Positionen in den Sikh-Tempeln entfernt; insofern ist die Unterstützung terroristischer Aktivitäten innerhalb der Sikh-Gemeinschaft stark zurückgegangen.

## Babbar Khalsa Germany
Babbar Khalsa Germany (BKG) wurde 2008 als Abspaltung der Babbar Khalsa International (BKI) in Deutschland gegründet.